# Sikandar Shah
Sikandar Shah fou sultà de Bengala, fill i successor de Shams al-Din Ilyas Shah, el primer gran sobirà independent de Bengala a Pandua (va portar la capital a Pandua o Firozabad, des de Gaur, el 1352 i no va tornar a aquesta fins 70 anys després).
Poc després de pujar al tron el seu regne fou envaït per Firuz Shah, de la dinastia tughlúquida de Delhi; per evitar la lluita directe, Sikandar es va retirar a la fortalesa d'Ekdala, prop de Pandua, i finalment va aconseguir un acord de pau. Va tenir un llarg regnat en la que el país va tenir un creixement i una prosperitat constants. Durant el seu regnat va viure quasi sempre Pandua el famós shaykh čisti Ala al-Hakk. La seva autoritat s'hauria estès en algun moment fins a Champanagar.
Fou un mecenes de l'arquitectura i va fer construir la mesquita d'Adina Djami a Pandua.
va morir a causa d'un conflicte successori amb el seu fill i hereu Ghiyath al-Din Azam, governador de Bengala oriental, que el va succeir.